# Kenneth Cicilia
Kenneth Cicilia (Nieuwegein, 26 december 1981) is een Nederlands-Curaçaos voetballer, die speelt voor RKVV Brabantia.
Cicilia is in het verleden uitgekomen voor het Nederlands-Antilliaans voetbalelftal en in 2011 werd hij opgeroepen voor het Curaçaos voetbalelftal. In de jeugd speelde hij onder meer bij PSV.
| Seizoen | Club             | Wedstrijden | Doelpunten | Competitie             |
| ------- | ---------------- | ----------- | ---------- | ---------------------- |
| 2001/02 | Sparta Rotterdam | 2           | 0          | Eredivisie             |
| 2002/03 | Sparta Rotterdam | 19          | 2          | Eerste divisie         |
| 2003/04 | Sparta Rotterdam | 3           | 0          | Eerste divisie         |
| 2004/05 | HFC Haarlem      | 14          | 0          | Eerste divisie         |
| 2005/06 | TOP Oss          | 31          | 0          | Eerste divisie         |
| 2006/07 | TOP Oss          | 6           | 1          | Eerste divisie         |
| 2007/08 | KV Turnhout      | 22          | 2          | Tweede klasse          |
| 2008/09 | KV Turnhout      | 13          | 0          | Tweede klasse          |
| 2009/10 | KV Turnhout      |             |            | Tweede klasse          |
| 2010/11 | VV UNA           |             |            | Zondag Hoofdklasse     |
|         | SV Herkol        |             |            | Derde Provinciale      |
| 2011/12 | Dijkse Boys      | 8           | 0          | Zaterdag Hoofdklasse B |
| Totaal  | Totaal           | 115         | 6          |                        |